# Zelluloid

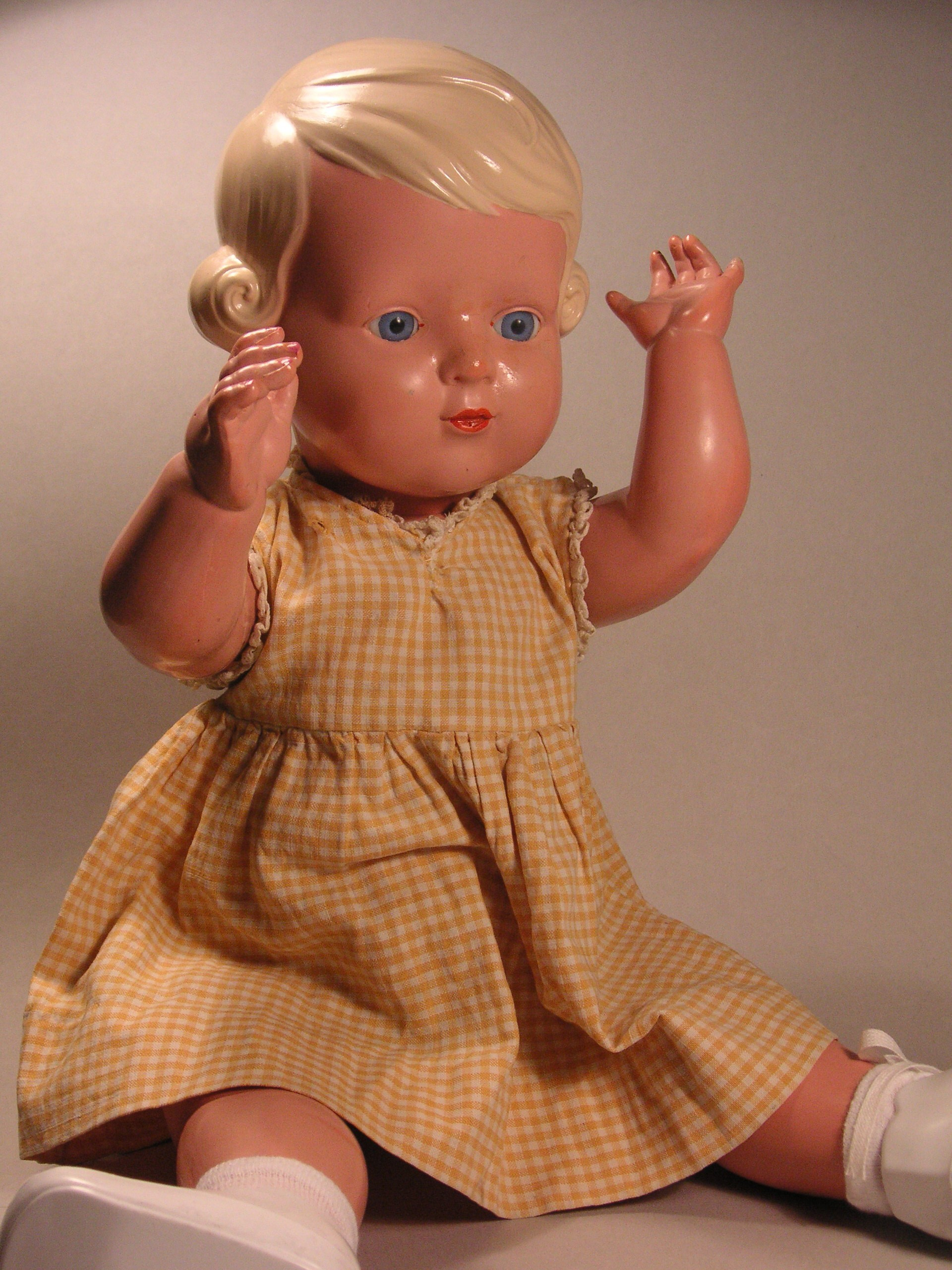
Schildkröt-Puppe Inge aus Zelluloid (1950)

Als Zelluloid (auch Celluloid oder eingedeutscht Zellhorn) bezeichnet man eine Gruppe von Kunststoff-Verbindungen, die aus Cellulosenitrat und Campher hergestellt werden. Zelluloid wird als der erste Thermoplast angesehen. Man kann es leicht schmelzen und formen. Mit Zelluloid war man erstmals in der Lage, Imitate von Luxusartikeln aus Naturprodukten wie Elfenbein, Bernstein, Korallen, Lapislazuli, Ebenholz, Hornsubstanz, Schildpatt oder Perlmutt („Perloid“) in Massenfertigung (Druckgusstechnik) herzustellen.

## Herstellung
Zelluloid wird durch Mischen von Cellulosenitrat mit Campher hergestellt. Campher dient hier als Plastifizierer für das Cellulosenitrat.
Ein typisches Zelluloid enthält etwa 70 bis 80 Teile Cellulosenitrat, auf 11 % Stickstoff nitriert, 30 Teile Campher, 0 bis 14 Teile Farbstoff, 1 bis 5 Teile Ethanol sowie weitere Stabilisatoren und Zusätze, die den Kunststoff haltbarer und flammresistenter machen.

## Geschichte und Entwicklung

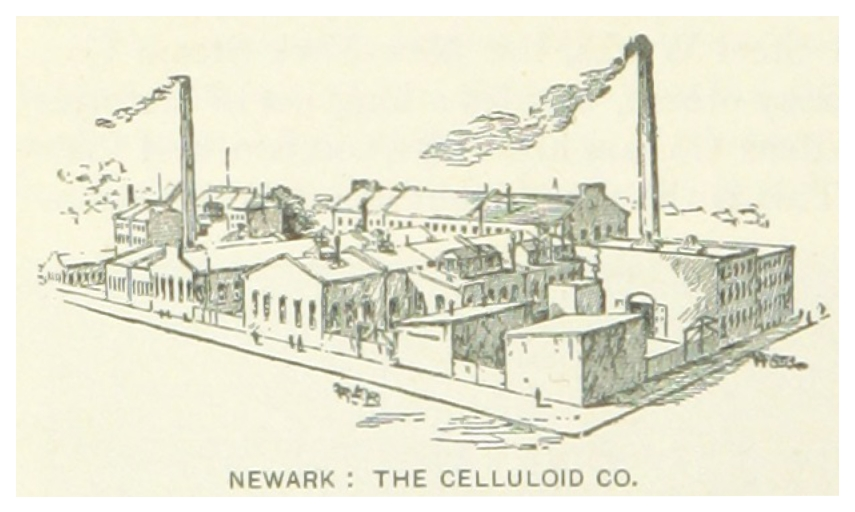
Der erste industrielle Produktionskomplex der Celluloid Company in Newark, New Jersey, um 1890

Das erste Zelluloid wurde 1856 von Alexander Parkes hergestellt, dem es aber nicht gelang, seine Erfindung Parkesine zu verwerten. Der Name Zelluloid entstand aus der 1870 registrierten Handelsmarke „Celluloïd“ der Celluloid Manufacturing Company, die die Zelluloide herstellte, die durch die Patente von John Wesley Hyatt geschützt waren. Hyatt hatte nach einem preiswerten Ersatzmaterial für das Elfenbein von Billardkugeln gesucht und dabei einen Prozess entwickelt, bei dem Hitze und Druck die Herstellung vereinfachten. 1878 hatte er Parkes das Patent für Parkesine abgekauft.
In Deutschland wurde 1887 mit der Deutschen Celluloid-Fabrik in Eilenburg eine Produktionsstätte für Zelluloid errichtet. Vor dem Ersten Weltkrieg betrug der jährliche Produktionsausstoß etwa 12.700 Tonnen Zelluloid.

### Zelluloid-Film
In den späten 80er Jahren des 19. Jahrhunderts wurden Zelluloide als durchsichtiger Träger für fotografische Filme entwickelt. Sowohl Hannibal Goodwin (1887) als auch die Eastman Company (1889) erhielten Patente für einen Zelluloidfilm. Goodwin und die Investoren, denen er später seine Patente verkaufte, gewannen 1898 ein Patentverletzungsverfahren gegen die Eastman Kodak Company.
Am 1. Januar 1951 stellten Filmfabriken weltweit offiziell die Herstellung von Zelluloid-Rohfilm ein. Bis die Lagerbestände ausverkauft waren, dauerte es allerdings noch bis Mitte der 1950er Jahre, und erst mit dem Verbot des Materials als leicht entzündlicher Gefahrstoff in mehr und mehr einzelnen Ländern verschwand es auch aus den Lichtspieltheatern.

## Verwendung

### Spritzgussteile
Bereits im Jahre 1869 bezeichnete Daniel Spill, ein Partner von Alexander Parkes, den Kunststoff Xylonite (eine Weiterentwicklung von Parkesine) als geeignet, um daraus „Gears and Friction Wheels“ (Zahnräder und Reibräder) sowie „Bearings for Machinery“ (Gleitlager) herzustellen.
Als Thermoplaste fanden die Zelluloide eine breite Anwendung im 19. und in der ersten Hälfte des 20. Jahrhunderts. Aus diesem Material stellte man unter anderem Kämme, Messergriffe, Kugelschreibergehäuse, Brillengestelle und Spielzeug her. Allerdings war es leicht brennbar und verwitterte, weshalb es durch Celluloseacetat-Kunststoffe und seit 1950 mehr und mehr durch PET ersetzt wird.
Für sehr hochwertige Schreibstifte und Füllhalter wird Zelluloid nach wie vor als Schaftmaterial genutzt, da die haptischen Eigenschaften von Zelluloid bisher mit anderen Kunststoffen nicht erreicht werden.
In der Musikinstrumentenindustrie spielt Zelluloid als Material für Plektren, Einfassungen von Musikinstrumenten (Bindings) und für Folien im Trommelbau auch heute eine Rolle.

### Filmmaterial
Mit der Entwicklung des Zelluloidfilms wurde der Grundstein für den fotografischen Film im heutigen Verständnis des verbreiteten Rollfilms und Kleinbildfilms gelegt, der nun in Konkurrenz zur fotografischen Platte trat und schließlich zur Entwicklung von Kinofilmen führte.
In trockener Umgebung sinkt allmählich der Wassergehalt von Celluloidfilm. Der Stoff nimmt dabei mit der Zeit Sprengstoffcharakter an und kann sich spontan entzünden.
Deswegen dürfen Nitrozellulosefilme, zum Beispiel im Bundesfilmarchiv, nur unter besonderen Sicherungsvorkehrungen gelagert werden.

### Tischtennisball

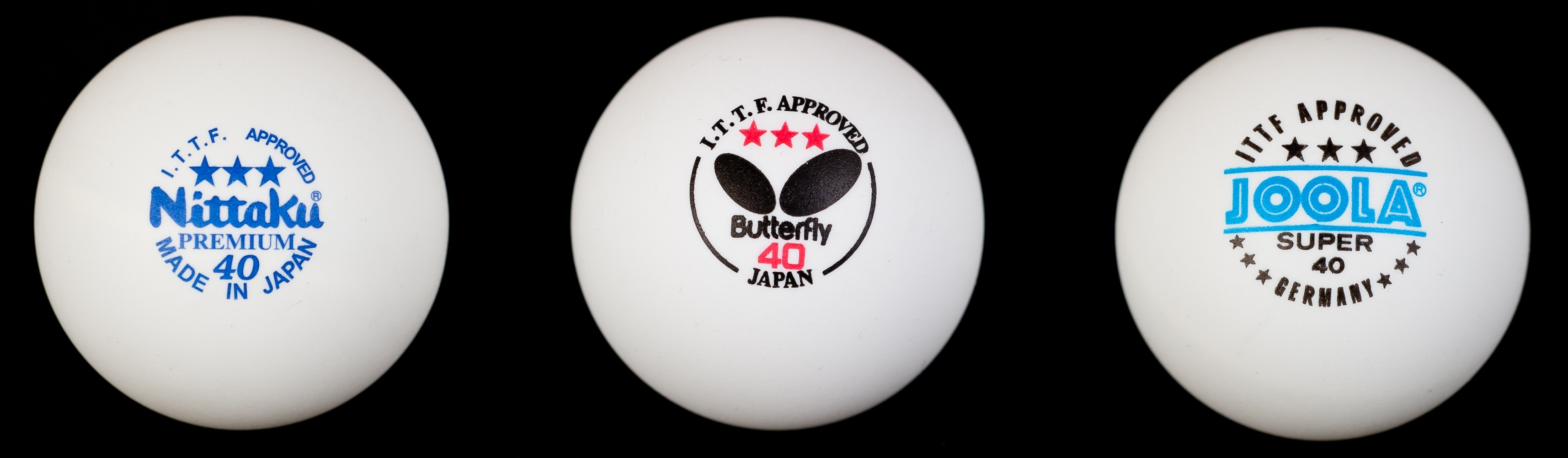
Tischtennisbälle aus Zelluloid (Durchmesser: 40 mm)

Tischtennisbälle wurden traditionell aus Zelluloid hergestellt. Um zu einem Material zu kommen, das nicht als gefährlich eingestuft wird, und dessen Rohstoffe in ausreichend Mengen dauerhaft weltweit verfügbar sind, einigten sich die Ballhersteller mit der ITTF im Jahr 2014 auf den sogenannten Plastikball. Dies war das Ergebnis einiger Jahre Forschung und Entwicklung. 
Während bei Wettbewerben auf Bundesebene schnell ausschließlich Plastikbälle zum Einsatz kamen, wurden auf regionaler Ebene noch längere Zeit Zelluloid-Bälle aufgrund ihrer höheren Beständigkeit eingesetzt.

### Langzeitzünder
Ein Zelluloidring hielt in chemisch-mechanischen Langzeitzündern (umgangssprachlich „Säurezünder“, obwohl eigentlich keine Säure enthalten ist), die im Zweiten Weltkrieg in großem Umfang eingesetzt wurden, die Schlagbolzenfeder. Beim Abwurf der Bombe wurde durch ein vorher entsichertes Windrad eine Spindel in den Zünder geschraubt, welche dort eine Glasampulle mit Aceton zerstörte. Das Aceton löste in der Folge das Zelluloid auf und die Auslösekugeln wurden durch die Federkraft in das weiche Zelluloid gedrückt, womit die Schlagbolzenfedersperre beseitigt wurde. Die Detonationsverzögerung bei Langzeitzündern konnte über unterschiedliche Acetonkonzentrationen und verschiedene Anzahl an Lagen von Zelluloidringen zwischen 2 und 144 Stunden variiert werden. Eine Vielzahl der heute noch gefährlichen Bombenblindgänger ist mit derartigen Zündern ausgestattet, die aus verschiedenen Gründen die Detonation auch nach der gewünschten zeitlichen Verzögerung nicht ausgelöst haben.

### Rauchbombe
Wird Zelluloid bei niedriger Temperatur ohne offene Flamme zur Reaktion gebracht, entwickelt sich ähnlich zu militärischen Rauchgranaten starker Qualm. Im Internet kursieren eine Vielzahl von Bauanleitungen, die meist auf zerkleinerten Tischtennisbällen basieren.